# Digestive
Digestive är en kexliknande produkt som kommer i små runda och gyllenbruna kakor.
Digestivekexets huvudingredienser är vetemjöl, socker, vegetabilisk olja och stärkelsesirap. Kexet är ursprungligen från Storbritannien och namnet digestive härstammar från tron att de hade antacida (mot halsbränna) effekter då kexet introducerades, och därmed bra för matsmältningen (digestion) på grund av användningen av natriumbikarbonat som ingrediens. Namnet kan också komma av att det på 1800-talet användes delvis spjälkat ("digested") mjöl till bakningen. Detta genom tillsättningen av maltextrakt som har enzymer som bryter ned stärkelse till mindre sockerarter.
En stor producent av digestivekex är McVities. Tre andra är LU, Bisca och Göteborgs Kex. Flera tillverkare har utvecklat varianter av digestive med fullkorn, olivolja och med reducerat sockerinnehåll. En variant är gjord på havremjöl, som även personer som lider av celiaki kan tåla (dock inte alla). På senare tid har även chokladdoppade och cremefyllda kex med fruktsmak lanserats i butikerna.

## Stavning, uttal och betydelse
Stavningen Digestive är engelsk, uttalas dəˈjestiv, och betyder "matsmältnings-". Stavningen med två "e" saknas i svenska ordböcker. Enligt Göteborgs kex är avslutande "e" ljudlöst i det svenska uttalet, men det förekommer dialektala variationer. Ordet digestiv finns i äldre svenska ordböcker och uttalas antingen digesti´v el. dijesti´v. Svensk ordbok stavar även kexen digestivkex.